# Giovanni van Bronckhorst
Giovanni van Bronckhorst, även kallad Gio, född 5 februari 1975 i Rotterdam är en nederländsk före detta fotbollsspelare med moluckisk härkomst (Indonesien).
Giovanni van Bronckhorst spelade i några av Europas största fotbollsklubbar (Arsenal, Rangers, Barcelona) och spelade sedan 2007 i Feyenoord. Bronckhorst slutade sin proffskarriär efter Världsmästerskapet i fotboll 2010 då Nederländerna kom tvåa.

## Biografi
Van Bronckhorst kom i unga år till Feyenoord där han spelade i alla klubbens ungdomslag. Han blev uppflyttad till A-laget men efter den första säsongen lånades han ut till RKC Waalwijk. Efter övertygande insatser där togs han tillbaka till Feyenoord och gjorde ligadebut 21 september 1994 mot Heerenveen.
2003 gick van Bronckhorst vidare till FC Barcelona där Frank Rijkaard var tränare. Han spelade vänsterback i en backlinje tillsammans med bland andra Carles Puyol, Phillip Cocu, Rafael Márquez och Michael Reiziger. Laget blev spanska mästare 2005 och 2006 och vann Champions League 2006 efter finalseger mot van Bronckhorsts gamla klubb Arsenal.

## Meriter
- VM-silver 2010
- Champions League: 2006
- Spansk mästare: 2005, 2006
- Engelsk mästare: 2002
- Engelsk FA-cupseger: 2002, 2003
- Skotsk mästare: 1999
- Skotsk cup: 1999, 2000
- Skotsk ligacup: 1999

- EM i fotboll: 2004
  - EM-semifinal 2004